# Neosalanx tangkahkeii
Neosalanx tangkahkeii is een straalvinnige vissensoort uit de familie van ijsvissen (Salangidae). De wetenschappelijke naam van de soort is voor het eerst geldig gepubliceerd in 1931 door Wu.